# Gone – Lauf um dein Leben
 Gone – Lauf um dein Leben  ist ein Psychothriller aus dem Jahr 2006. Regie führte Ringan Ledwidge.

## Handlung
Der junge Brite Alex reist alleine mit dem Rucksack durch Australien. In Sydney lernt er den etwa gleichaltrigen US-Amerikaner Taylor kennen. Die beiden jungen Leute verbringen eine wilde Nacht mit zwei Mädchen, was von Taylor auf Polaroid festgehalten wird. Alex stellt fest, dass Taylor viel herumreist und alle seine Urlaubsbekanntschaften auf Polaroid festhält.
Am nächsten Morgen setzen die beiden jungen Leute ihre Reise durch Australien in Taylors Kombi fort und Alex gesteht, dass er eine feste Freundin hat, mit der er sich treffen will, um mit ihr weiterzureisen. Taylor reagiert ungewöhnlich verletzt auf diese Tatsache. Als die beiden Jungs bei Alex’ Freundin Sophie und deren Bekannten Ingrid ankommen, schlägt Taylor vor, zu viert in seinem Kombi weiterzureisen, worüber Alex nicht sehr glücklich ist. Wenig später behauptet Taylor, dass Ingrid ohne Abschied alleine weitergereist sei und drängt Sophie und Alex zum Aufbruch.
Während der Reise durch den australischen Outback gelingt es Taylor auf subtile Weise, Alex und Sophie zu entfremden. Er sorgt für Situationen, die Alex vor Sophie schlecht dastehen lassen, während Taylor sich immer wieder als guter Freund präsentiert. Auf einer Party wird Alex Zeuge, wie eine schottische Touristin Taylor wegen seiner Taten in Thailand beschimpft und ihn dabei Jamie nennt.
Die Situation zwischen Alex und Taylor wird immer angespannter. Als Taylor während der Fahrt auffällig mit einem Polaroidfoto droht, das Alex mit einem der Mädchen aus Sydney zeigt, ist der fahrende Alex für einen Moment unaufmerksam und baut einen Unfall, bei dem er von den drei jungen Leuten am schwersten verletzt wird.
Alex will sich von Taylor nicht helfen lassen, doch als Sophie ihm Schmerztabletten gibt, erfährt er erst nach der Einnahme, dass diese von Taylor stammen. Bald darauf geht es Alex immer schlechter und er muss sich häufig übergeben. Er ist sich sicher, dass dies mit den Pillen von Taylor zusammenhängt. Schließlich erzählt Alex seiner Freundin Sophie von der wilden Nacht in Sydney und dem belastenden Polaroidfoto. Das von Taylor geschürte Zerwürfnis zwischen Alex und Sophie führt dazu, dass sie im Motel getrennte Zimmer bucht.
Wenig später erhält Sophie eine SMS von Alex, in der er ihr mitteilt, dass er alleine weitergereist sei. Tatsächlich ist Alex unauffindbar. Taylor verspricht Sophie, sie nach Sydney zurückzubringen. Als die beiden in der Nacht eine Rastpause einlegen, schlafen sie miteinander. Sophie hat danach jedoch Schuldgefühle und schickt Alex eine SMS. Dadurch stellt sie fest, dass sich Alex’ Handy in Taylors Besitz befindet. Sophie versucht zu fliehen und sieht Alex’ Leiche, die aus dem Kofferraum des Kombis fällt. Es kommt zum Kampf zwischen Sophie und Taylor, den Sophie schließlich gewinnt, indem sie Taylor überfährt.

## Hintergrund
Der Film feierte seine Premiere am 25. November 2006 beim CineCity Brighton Film Festival. Er wurde in Deutschland am 16. August 2007 direkt auf DVD veröffentlicht. In Großbritannien und Australien lief er im Kino.

## Kritiken
VideoWoche: „Die durch die Bank überzeugenden Darsteller mühen sich redlich, gegen einige Vorhersehbarkeiten und Längen einer weder besonders blutigen noch allzu spannenden Verfolgungsjagd anzuspielen. Solide Ergänzung im Thrillergenre.“